# 龍瑛宗
龍瑛宗（りゅうえいそう）は台湾の小説家。本名は劉榮宗。
1930年台湾商工学校（開南大学の前身校）卒業。1937年に処女作「パパイヤのある街」で雑誌『改造』の佳作推薦賞を獲得。すぐに文壇にて頭角をあらわし、相次いで小説、詩、随筆、文芸時評を発表。1940年、「臺灣文藝家協會」に加盟。「文藝臺灣」の編集委員となる。続いて『台湾日日新報』の編集者となり、西川満などとともに「第一回大東亜文学者大会」台湾代表に選出される。
戦前は23篇の小説を発表したほか、文学評論集『孤獨的蠹魚』を出版。戦後、創作量は減り、銀行員として生活を送る。
退職後、1980年に初めての中国語小説『杜甫在長安』の創作を開始する。その後、個人小説全集『午前の懸崖』『杜甫在長安』を出版。
1999年、肺がんで死去。
2007年「龍瑛宗全集」が台湾にて発刊。2008年6月27日、国立台湾文学館にて日本語版(日文巻）が発売された。